# アイビーアイ
株式会社アイビーアイ（英: IBI Inc.）は、東京都中央区に本社を置く、日本の不動産業者。
不動産再生事業、ハイヤー・タクシー事業、および投資事業を行う。

## 主要事業所

### 本社・支店
- 東京本社 - 東京都中央区東日本橋2-4-3 アドバンテージIIビル 3F
- 横浜支店 - 神奈川県横浜市中区真砂町4-43 木下商事ビル 3FC
- 神戸支店 - 兵庫県神戸市中央区明石町32番地 明海ビル6F

### グループ会社
- 株式会社アスリート
- 神戸エンタープライズ株式会社
- ロイヤルリムジングループ
  - ロイヤルリムジン株式会社
  - ジャパンプレミアム東京株式会社
  - 株式会社Z
  - 株式会社一二三交通自動車
  - 目黒自動車交通株式会社
  - 目黒自動車交通葛飾株式会社
  - 株式会社関東自動車交通
  - オリエンタルタクシー株式会社